# Ardisia liesneri
Ardisia liesneri är en viveväxtart som beskrevs av C.L. Lundell. Ardisia liesneri ingår i släktet Ardisia och familjen viveväxter. Inga underarter finns listade i Catalogue of Life.